# 馬庫斯·多希特
馬庫斯·尤金·多希特（1980年4月15日—）為美國男子籃球運動員，生於纽约州锡拉丘兹，來自普洛威顿斯学院，在2004年NBA选秀第二輪第56順位被洛杉磯湖人選中。2011年多希特取得菲律賓公民身份。2011年9月多希特與中国男子篮球职业联赛佛山龙狮簽約。2015年9月多希特加盟超級籃球聯賽達欣工程，2015年12月因為傷勢關係被布萊恩·戴維斯替換。

## 外部連結
- 馬庫斯·多希特在fiba.basketball（英语）
- 馬庫斯·多希特在archive.fiba.com（archived）（英语）
- 馬庫斯·多希特在土耳其籃球超級聯賽（英语）
- 馬庫斯·多希特在韓國籃球聯賽（英语）
- 馬庫斯·多希特在Basketball-Reference.com（NBA）（英语）
- 馬庫斯·多希特在Basketball-Reference.com（NBA G聯盟）（英语）
- 馬庫斯·多希特在Basketball-Reference.com（國際）（英语）
- 馬庫斯·多希特在Sports-Reference.com（NCAA）（英语）
- 馬庫斯·多希特在Eurobasket.com（球員）（英语）
- 馬庫斯·多希特在RealGM（英语）
- 馬庫斯·多希特在Proballers（英语）